# Pénestin
Pénestin (bret. Pennestin) – miejscowość i gmina we Francji, w regionie Bretania, w departamencie Morbihan.
Według danych na rok 1990 gminę zamieszkiwały 1394 osoby, a gęstość zaludnienia wynosiła 64 osoby/km² (wśród 1269 gmin Bretanii Pénestin plasuje się na 449. miejscu pod względem liczby ludności, natomiast pod względem powierzchni na miejscu 458.).